# Metropolitan Life Insurance Company
Metropolitan Life Insurance Company (MetLife) ist ein US-amerikanisches Versicherungsunternehmen mit Firmensitz in New York City. Das Unternehmen ist im Aktienindex S&P 100 gelistet. In den Forbes Global 2000 der größten börsennotierten Unternehmen belegt MetLife Platz 78 (Stand: GJ 2017). Das Unternehmen kam Mitte 2018 auf einen Börsenwert von ca. 48 Mrd. USD.
Das Unternehmen bietet Versicherungen verschiedener Art an und ist in den Vereinigten Staaten der größte Anbieter von Lebensversicherungen.

## Geschichte
1981 erwarb Metlife das 1992 umbenannte Hochhaus MetLife Building von dem insolventen Luftverkehrsunternehmen Pan American World Airways. Mit dem Erwerb des Lebensversicherungsbereiches von Travelers Companies und des Tochterunternehmens Annuity von dem Konzern Citigroup stieg MetLife 2005 zum größten Lebensversicherer in den Vereinigten Staaten auf. Zuvor hatte MetLife die Unternehmen New England Financial und General American Insurance (GenAm) erworben.

## Aktionärsstruktur
Mit Stand vom 31. März 2025 waren folgende Hauptaktionäre bekannt:
| Aktionär                            | AnzahlAktien | Datum        | %      | Wert          |
| ----------------------------------- | ------------ | ------------ | ------ | ------------- |
| Vanguard group Inc                  | 57.45M       | Mar 31, 2025 | 8,56 % | 4,512,932,323 |
| Dodge & Cox Inc                     | 53.91M       | Mar 31, 2025 | 8,03 % | 4,235,419,053 |
| Blackrock Inc                       | 46.95M       | Mar 31, 2025 | 6,99 % | 3,688,519,231 |
| State Street Corporation            | 26.81M       | Mar 31, 2025 | 3,99 % | 2,106,228,886 |
| Price (T.Rowe) Associates           | 26.49M       | Mar 31, 2025 | 3,95 % | 2,080,908,685 |
| Wellington Management Group         | 14.1M        | Mar 31, 2025 | 2,10 % | 1,107,883,252 |
| Geode Capital Management LLC        | 12.98M       | Mar 31, 2025 | 1,93 % | 1,020,017,273 |
| Morgan Stanley                      | 11.89M       | Mar 31, 2025 | 1,77 % | 934,177,749   |
| Norges Bank                         | 8.92M        | Dec 31, 2024 | 1,33 % | 701,087,801   |
| Bank of New York mellon Corporation | 8.86M        | Mar 31, 2025 | 1,32 % | 696,264,295   |

## Trivia
Das Firmenmaskottchen ist Snoopy von der Komikserie Die Peanuts.